# Один против всех
Один против всех — российская версия популярной телеигры 1 vs 100, выходящей в почти 30 странах мира. Выходила на телеканале ТВ Центр каждое воскресенье с 9 декабря 2007 года по 26 апреля 2009 года. Ведущим был Александр Нуждин.
С 1 сентября 2013 года по 21 октября 2016 года программа выходила в эфир в новом формате на телеканале «Карусель». В игре принимали участие дети, число соперников было сокращено со 100 до 25. Также игра велась не на деньги, а на баллы. Новой ведущей программы была Яна Батыршина.

## Правила игры

### 2007—2009, «ТВ Центр»
В игре участвуют один герой и 100 игроков (2013—2016 — 25). И герою, и игрокам задаются одинаковые вопросы, каждый из которых имеет 3 варианта ответа. В течение первых 6 секунд после зачитывания вопроса (в 2013—2015 годах — в течение 10 секунд, а в 2016 году — в течение 5 секунд) отвечают игроки путём нажатия соответствующей кнопки на пульте. После этого свой ответ даёт герой, для которого время на размышление не ограничено. Если герой ответил правильно, то подсчитывается количество игроков, давших на данный вопрос неверный ответ. После этого герою на лицевой счёт добавляется сумма, равная стоимости вопроса, помноженной на количество игроков, неверно ответивших на данный вопрос.
| Номер вопроса | Стоимость (руб.) |
| ------------- | ---------------- |
| 13+           | 10000            |
| 12            | 9000             |
| 11            | 8000             |
| 10            | 7000             |
| 9             | 6000             |
| 8             | 5000             |
| 7             | 4000             |
| 6             | 3000             |
| 4, 5          | 2000             |
| 1, 2, 3       | 1000             |

Игроки, ответившие неправильно, покидают игру.
После третьего и каждого последующего вопроса Герой имеет право забрать деньги и прекратить игру.
Если Герой отвечает неверно, все оставшиеся к тому моменту Игроки делят между собой лицевой счёт Героя. Если же из игры выбывают все 100 Игроков, Герой получает главный приз — 1 миллион рублей.

### 2013—2016, «Карусель»
Стоимость вопросов в детской версии:
| Номер вопроса | Стоимость |
| ------------- | --------- |
| 12+           | 10 баллов |
| 11            | 9 баллов  |
| 10            | 8 баллов  |
| 9             | 7 баллов  |
| 8             | 6 баллов  |
| 7             | 5 баллов  |
| 6             | 4 балла   |
| 5             | 3 балла   |
| 4             | 2 балла   |
| 1, 2, 3       | 1 балл    |

Единственное отличие в игре (кроме подсказок и стоимости вопросов) — если главный герой ответил неверно, у него есть шанс спастись, в том случае, если весь класс ответил также неверно. Рекордное количество набрал игрок Георгий в 29 выпуске, он набрал 113 баллов .

### Подсказки (2007—2009, «ТВ Центр»)
Если герой затрудняется с ответом, то в его распоряжении есть 3 подсказки:
- Версия одного — Герой даёт предварительный ответ, затем ему показываются Игроки, ответившие так же. После этого Герой может пообщаться с одним из Игроков и узнать, почему он выбрал такой вариант.
- Версия двух — случайным образом выбираются два Игрока, один из которых ответил правильно, другой — нет. После этого Герой может пообщаться с обоими. Подсказка не срабатывает в трёх случаях:

1. Все игроки дали один и тот же правильный ответ.
2. Никто из игроков не ответил правильно.
3. Из всех оставшихся игроков несколько человек вообще не дали ответа, а остальные ответили правильно.
- Версия всех — Герой не имеет права выбора и присоединяется к ответу большинства «игроков». Подсказка не срабатывает, если одинаковое количество игроков ответили на несколько вариантов (например, 26 человек выбрали ответ А, столько же — ответ Б, 3 человека выбрали ответ В)

Подсказки можно использовать в любом порядке, но только один раз за игру.

### Подсказки (2013—2016, «Карусель»)
- Мнение одного — «герой» может спросить любого игрока из класса — какой вариант ответа он дал, и в этом случае право выбора ответа остается за «героем». Случалось так, что игрок, заведомо давший правильный ответ, подсказывал «герою» неправильный.
- Мнение большинства — «герой» не имеет права выбора и присоединяется к ответу большинства игроков.
- Пропустить вопрос — «герой» может пропустить вопрос, но тогда он не зарабатывает баллы и игроки, которые ответили неверно, остаются в игре.

Пользоваться подсказками можно только когда начинается четвёртый вопрос. Так же, как в и предыдущей версии передачи подсказками можно пользоваться только один раз за игру.

## Крупные выигрыши (ТВ Центр)
Обладателями самых крупных выигрышей в истории игры являются Виталий Соловьёв, Олеся Галькевич и Игорь Кудряшов, заработавшие 383, 398 и 409 тысяч рублей соответственно. Никто не выиграл главный приз.